# Iturmendi
Iturmendi – gmina w Hiszpanii, w Nawarze, o powierzchni 9,77 km². W 2011 roku gmina liczyła 390 mieszkańców.